# Prin Suparat
Prin Suparat (em tailandês:  ปริญ สุภารัตน์, nascido em 19 de março de 1990), mais conhecido internacionalmente pelo nome artístico de Mark Prin, é um ator e modelo tailandês. Ele iniciou sua carreira na atuação em 2010 e dentre seus trabalhos mais notáveis na televisão estão  Punya Chon Kon Krua (2012), Pope Rak (2014) e Kleun Cheewit (2017). 

## Vida pessoal
Suparat nasceu em Chiang Mai de pais chineses. Ele cresceu em Lampang e é naturista. Sua estreia na industria do entretenimento ocorreu após ser descoberto por um funcionário que trabalhava na emissora Channel 3. Ele frequentou a Faculdade de Turismo e Hospitalidade da Universidade Rangsit, através de uma bolsa de estudos esportiva. Suparat é faixa-preta no Judô (peso médio) e fez parte da equipe de judô da mesma universidade. Está em um relacionamento com a atriz Kimberly Ann Voltemas.

## Filmografia

### Televisão
| Ano  | Título              | Papel                      | Emissora  |
| ---- | ------------------- | -------------------------- | --------- |
| 2010 | Ngao Ruk Luang Jai  | Techit                     | Channel 3 |
| 2010 | Thara Himalaya      | Pathapee "Din" Adisuan     | Channel 3 |
| 2010 | Duang Jai Akkanee   | Pathapee "Din" Adisuan     | Channel 3 |
| 2010 | Pathapee Leh Ruk    | Pathapee "Din" Adisuan     | Channel 3 |
| 2010 | Wayupak Montra      | Pathapee "Din" Adisuan     | Channel 3 |
| 2011 | Tawan Deard         | Tawan/Seur                 | Channel 3 |
| 2011 | Sarm Noom Nuer Tong | Kritchai                   | Channel 3 |
| 2012 | Punya Chon Kon Krua | Waret/Tam                  | Channel 3 |
| 2012 | Nuer Mek 2          | SaengGla                   | Channel 3 |
| 2013 | Khun Chai Ronapee   | Ele mesmo (participação)   | Channel 3 |
| 2013 | Ton Rak Rim Rua     | Kasidit/Kob                | Channel 3 |
| 2014 | Pope Rak            | Yieow                      | Channel 3 |
| 2015 | Ab Ruk Online       | Pranont                    | Channel 3 |
| 2016 | Buang Atitharn      | Krittathorn/Prince Ariya   | Channel 3 |
| 2017 | Kleun Cheewit       | Sathit                     | Channel 3 |
| 2017 | Rak Nakara          | Príncipe Suk Vong /Jao Noi | Channel 3 |
| 2018 | Kom Faek            | KanKreng Krai              | Channel 3 |
| 2020 | My Husband in Law   | Thianwat / "Thian"         | Channel 3 |

### Filmes
| Ano  | Título               | Papel | Notas |
| ---- | -------------------- | ----- | ----- |
| 2010 | Pachatippatai United | -     |       |
| 2010 | Bbop Twilight        | -     |       |
| 2014 | The Order            | Ake   |       |

## Discografia

### Canções
- "Rak Hai Roo" (2011) trilha sonora de Sarm Noon Nuer Tong
- "Yar Mong Mar Dai Mai" (2012) trilha sonora de Punya Chon Kon Krua
- "Yoot Wela" (2014) trilha sonora de Pope Rak